# Валье-Медио-дель-Гвадалькивир
Валье-Медио-дель-Гвадалькивир (исп. Valle Medio del Guadalquivir)  — район (комарка) в Испании, входит в провинцию Кордова в составе автономного сообщества Андалусия.

## Муниципалитеты
| Муниципалитет       | Население | Площадь, км² | Плотность населения, чел./км² |
| ------------------- | --------- | ------------ | ----------------------------- |
| Альмодовар-дель-Рио | 7487      | 174          | 42,6                          |
| Ла-Карлота          | 11 906    | 80           | 143,6                         |
| Фуэнте-Пальмера     | 10 356    | 76           | 134,5                         |
| Гуадалькасар        | 1261      | 72           | 17,5                          |
| Орначуэлос          | 4662      | 911          | 5,1                           |
| Пальма-дель-Рио     | 20 640    | 200          | 102,0                         |
| Посадас (Кордова)   | 7360      | 158          | 46,3                          |
| Ла-Виктория         | 1882      | 20           | 91,1                          |